# Bátonyterenye
Bátonyterenye  este un oraș în districtul Bátonyterenye, județul Nógrád, Ungaria, având o populație de 13.169 de locuitori (2011). 

## Demografie
Componența etnică a orașului Bátonyterenye
     Maghiari (90,66%)
     Romi (7,96%)
     Necunoscut (0,3%)
     Alții (1,08%)
Componența confesională a orașului Bátonyterenye
     Romano-catolici (40,25%)
     Fără religie (23,34%)
     Reformați (1,87%)
     Atei (1,21%)
     Luterani (1,09%)
     Necunoscută (31,95%)
     Greco-catolici (0,29%)
     Alte religii (1,59%)
Conform recensământului din 2011, orașul Bátonyterenye avea 13.169 de locuitori. Din punct de vedere etnic, majoritatea locuitorilor (90,66%) erau maghiari, cu o minoritate de romi (7,96%). Apartenența etnică nu este cunoscută în cazul a 0,3% din locuitori. Nu există o religie majoritară, locuitorii fiind romano-catolici (40,25%), persoane fără religie (23,34%), reformați (1,87%), atei (1,21%) și luterani (1,09%). Pentru 31,95% din locuitori nu este cunoscută apartenența confesională.